# Prinsesse Jincheng
Prinsesse Jincheng (tibetansk: ཀིམ་ ཤེང་ ཁོང་ ཅོ་, Wylie: Kyim-sheng Kung-co, kinesisk: 金城 公主; pinyin: Jīnchéng Gōngzhǔ; Wade-Giles: Chin-ch'eng Kung-chu, født ca. 698, død 739), med efternavnet Li, var medlem af en mindre gren af den kongelige klan i det kinesiske Tang-dynasti.

## Liv og gerning
Prinsesse Jincheng var datter af Li Shouli, en prins i Tang-dynastiet i Kina. Hun voksede op ved hoffet og blev anset af kejser Zhongzong af Tang som fosterdatter.
Kejser Zhongzong modtog en ambassadør sendt af enkekejserinde Khri ma lod fra det tibetanske imperium med anmodning om et ægteskab mellem fremtidens kejser, Tridé Tsuktsen og en Tang prinsesse. Kejseren Zhongzong gav titlen prinsesse Jincheng til sin plejedatter, og i 710 ankom en tibetansk minister for at hente hende. Ved hans ankomst, underholdt kejser Zhongzong ministeren ved at have sine svigersønner spille boldspil med ham. Prinsesse Jincheng blev derefter gift med kejser Tridé Tsuktsen i Tibet i overensstemmelse med Heqin-politikken (vedrørende fystelige ægteskabsalliancer).
Prinsesse Jincheng var forventet at skulle fungere som ambassadør i det tibetanske imperium og bistå Tang-diplomater. I et tilfælde løste hun en tvist mellem tibetanere og Tang-udsendinge ved at opsætte en tavle for at markere de to territorier.